# Simorcus
Simorcus Simon, 1895 è un genere di ragni appartenente alla famiglia Thomisidae.

## Distribuzione
Le 13 specie note di questo genere sono state rinvenute nell'Africa subsahariana (12 specie), Yemen (1 specie) e in Cina (1 specie): la specie dall'areale più vasto è la S. kalemie reperita in alcune località della Namibia, del Botswana e del Sudafrica.

## Tassonomia
Non sono stati esaminati esemplari di questo genere dal 2014.
A dicembre 2014, si compone di 13 specie:
1. Simorcus asiaticus Ono & Song, 1989 — Cina
2. Simorcus capensis Simon, 1895[2] — Sudafrica
3. Simorcus coronatus Simon, 1907 — Africa occidentale
4. Simorcus cotti Lessert, 1936 — Mozambico
5. Simorcus cummingae Van Niekerk & Dippenaar-Schoeman, 2010 — Botswana, Zimbabwe
6. Simorcus guinea Van Niekerk & Dippenaar-Schoeman, 2010 — Guinea, Congo
7. Simorcus haddadi Van Niekerk & Dippenaar-Schoeman, 2010 — Sudafrica
8. Simorcus hakos Van Niekerk & Dippenaar-Schoeman, 2010 — Namibia
9. Simorcus itombwe Van Niekerk & Dippenaar-Schoeman, 2010 — Congo
10. Simorcus kalemie Van Niekerk & Dippenaar-Schoeman, 2010 — Congo
11. Simorcus lotzi Van Niekerk & Dippenaar-Schoeman, 2010 — Namibia, Botswana, Sudafrica
12. Simorcus okavango Van Niekerk & Dippenaar-Schoeman, 2010 — Botswana
13. Simorcus vanharteni Van Niekerk & Dippenaar-Schoeman, 2010 — Yemen, Tanzania

### Sinonimi
- Simorcus zuluanus Lawrence, 1942; posta in sinonimia con S. cotti Lessert, 1936 a seguito di uno studio degli aracnologi Van Niekerk & Dippenaar-Schoeman del 2010[1].